# Hamadoun Touré
Pour les articles homonymes, voir Touré.
Hamadoun Ibrahim Touré, né le 3 septembre 1953, est un homme politique malien, directeur exécutif et fondateur de Smart Africa, alliance stratégique au service du développement des techniques de l'information et de la communication en Afrique. 
Il est le candidat de l'Alliance Kayira pour l'élection présidentielle du 29 juillet 2018 au Mali.
Le 5 octobre 2020, il intègre le gouvernement de transition du Premier ministre Moctar Ouane en tant que Ministre de la Communication et de l’Économie numérique.

## Biographie

### Formation
Hamadoun Touré est titulaire d'une maîtrise d'ingénierie électrique de l'Institut technique de l'électronique et des télécommunications de Leningrad et d'un doctorat de l'Université d'électronique, de télécommunication et d'informatique de Moscou. Il parle couramment anglais, français, russe et espagnol.

### Une carrière au service des télécommunications
Haut fonctionnaire, Hamadoun Touré commence sa carrière professionnelle au Mali en 1979. Il y acquiert une solide expérience dans l’industrie des satellites en tant que directeur technique de la première station terrienne internationale du pays avant d’intégrer le Programme d’assistance et de développement d’Intelsat (premier fournisseur mondial de services de télécommunications par satellite) en 1985. Il en est nommé directeur du Groupe Afrique et Moyen-Orient en 1994. 
En 1996, il est nommé directeur général Afrique d’ICO Global Communications, société de téléphonie par satellite, dont il dirige les activités jusqu’en 1998.
Directeur du Bureau de développement des télécommunications de l’Union internationale des télécommunications (UIT) de 1998 à 2006, il est élu secrétaire général de cette Agence onusienne en janvier 2007 puis réélu pour un second mandat de quatre ans en octobre 2010 . Pendant huit ans, il œuvre à ce que l’UIT connecte le monde et contribue à atteindre les OMD en tirant parti du potentiel des TIC, moteur de développement social et économique. Basé à Abidjan, il est le premier Subsaharien à assumer cette fonction. 
De 2015 à 2017, il est directeur général de Smart Africa, un partenariat réunissant dix pays d'Afrique subsaharienne (Mali, Burkina Faso, Sénégal, Gabon, Kenya, Rwanda, Ouganda, Côte d'Ivoire, Sud-Soudan et Tchad) pour réduire la fracture numérique entre la région et le reste du monde. Objectif : impulser une nouvelle dynamique à ce projet panafricain en lui permettant de lever 300 milliards de dollars pour connecter à Internet cette partie du  continent. Il s’agit aussi de développer la gouvernance numérique, la télémédecine, l’enseignement en ligne et l’industrie des TIC. Il en est aujourd'hui le directeur exécutif.

### Le tournant politique
Après quatre décennies au service de la diplomatie internationale et des TIC, Hamadoun Touré a souhaité mettre son expérience au service de son pays. Membre de l’Alliance Kayira officiellement lancée à Bamako le 30 décembre 2017, il est le candidat déclaré pour l'élection présidentielle du 29 juillet 2018 de ce vaste mouvement politique qui ambitionne de fédérer différentes sensibilités de l’opposition au pouvoir en place. 
Il a rejoint la Convention des bâtisseurs, lancée à Bamako le 31 mai 2018. Ce groupement, qui rassemble les principaux acteurs de la Plateforme politique ainsi que des nouveaux venus de l’opposition, doit désigner un candidat unique dans l'optique du scrutin présidentiel.

## Prix et distinctions

### Décorations
- Chevalier de l'Ordre national du Mali
- Officier de l'Ordre national du Mali
- Chevalier de l'Ordre national des Comores
- Grand Maître de l’Ordre National du 27 juin 1977 de Djibouti
- Grand Officier de l'Ordre national de la République Dominicaine (Orden al Mérito de Duarte, Sanchez y Mella)
- Grand Chevalier de l’Ordre National du Tchad
- Officier de l'Ordre National du Burkina Faso
- Officier de l'Ordre National de la Côte d'Ivoire
- Officier de l’ordre National du Gabon
- Décoré de l’Ordre du Sultan Qaboos d’Oman pour la Culture, la Science, l’Art et la Littérature

### Titres honorifiques
- Citoyen d'honneur de la ville de Grecia (Costa Rica)
- Citoyen d'honneur de la ville de Yamasa (République Dominicaine)
- Citoyen d'honneur de la ville de Quito (Équateur)
- Citoyen d'honneur de la ville de Guadalajara (Mexique))
- Citoyen d'honneur de la ville de Busan (République de Corée)

### Titres scientifiques
- Docteur honoris causa de l'Université technique d'Azerbaïdjan
- Docteur honoris causa de l'Université slave russo-arménienne (Arménie)
- Docteur honoris causa de l'Université d'État de Biélorussie
- Docteur honoris causa de l'Université technique d'État Razzakov du Kirghizistan
- Docteur honoris causa de l'Université nationale de Moldavie
- Docteur honoris causa de l'Université de technologie de Wroclaw (Pologne)
- Docteur honoris causa de l'Institut des sciences et technologies de Kigali, KIST (Rwanda)
- Docteur honoris causa de l'Académie nationale des télécommunications d'Odessa (Ukraine)
- Docteur honoris causa de Bucks New University (Royaume-Uni)